# Ålands museum
Ålands museum är ett museum grundat 1935 i Mariehamn på Åland.
Ålands kulturhistoriska museum och Ålands Konstmuseum är inrymda i samma byggnad. Organisatoriskt tillhör museet Ålands landskapsregering och administreras av Utbildnings- och kulturavdelningens kulturbyrå. Byggnaden är ritad av Helmer Stenros som en del av Projekt 77 och invigdes 1981.
Ålands museum har en basutställning som bland annat visar de åländska öarnas utveckling och historia. Museet förfogar av ett flertal samlingar av konst, foto och textilier samt etnologiska och arkeologiska samlingar.